# 施特賴爾巴赫河
49°56′44.43″N 9°15′12.27″E / 49.9456750°N 9.2534083°E

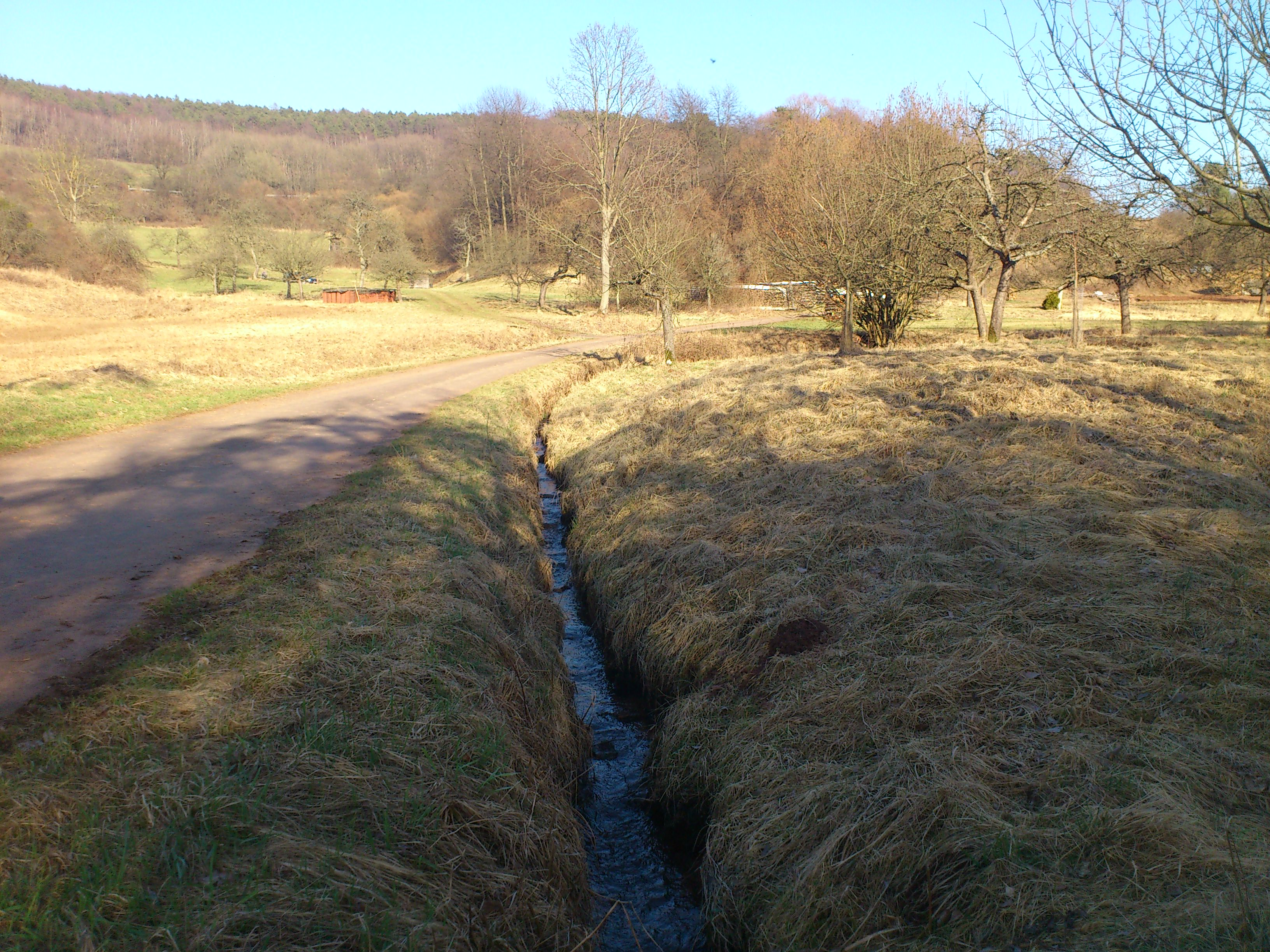

施特賴爾巴赫河（德語：Streilbach），是德國的河流，位於該國東南部，由巴伐利亞負責管轄，屬於貝森巴赫河的右支流，河道全長1.8公里，流域面積2.7平方公里。